# Crenidorsum debordae
Crenidorsum debordae là một loài côn trùng cánh nửa trong họ Aleyrodidae, phân họ Aleyrodinae.
Crenidorsum debordae được Russell miêu tả khoa học đầu tiên năm 1945.